# Bliss (film, 2009)
Pour les articles homonymes, voir Bliss.
Pour plus de détails, voir Fiche technique et Distribution.
Bliss ou Ça roule ! au Québec (Whip It) est un film américain produit, réalisé par et avec Drew Barrymore, sur un scénario de Shauna Cross. Il est sorti le 2 octobre 2009 aux États-Unis et le 6 janvier 2010 en France.

## Synopsis
Bliss Cavendar est une jeune fille de 17 ans blasée, habitant à Bodeen, une petite ville reculée du Texas. Elle travaille comme serveuse à temps partiel dans un diner pour gagner de l’argent de poche. Faute d’avoir des perspectives d’avenir radieuses dans cet horizon limité, elle accepte à contrecœur que sa mère l’inscrive à un concours de beauté.
Elle découvre par hasard l’existence de compétitions féminines de roller derby à Austin, la capitale de l’État. C’est une vraie révélation pour Bliss, qui se passionne vite pour ce nouveau sport pour lequel elle montre des prédispositions étonnantes. Elle est acceptée dans l’équipe des « Scoutes Gerbantes » (Hurl Scouts). Faisant fi des obstacles s’accumulant pour contrarier cette vocation naissante (elle n’a pas l’âge légal, ni l’autorisation de ses parents), elle va emmener son équipe jusqu’en finale du roller derby.

## Fiche technique
- Titre : Bliss
- Titre original : Whip It
- Titre québécois : Ça roule!
- Réalisation : Drew Barrymore
- Scénario : Shauna Cross, d’après son roman Derby Girl
- Directeur de la photographie : Robert D. Yeoman
- Montage : Dylan Tichenor
- Musique : The Section Quartet
- Création des décors : Kevin Kavanaugh
- Décorateur de plateau : Meg Everist
- Création des costumes : Catherine Marie Thomas
- Producteurs : Barry Mendel et Drew Barrymore
- Coproducteurs : Nicole Brown, Kelli Konop, Jason Lust et Karyn McCarthy
- Producteurs exécutifs : Peter Douglas, Joseph Drake, Nancy Juvonen, Nathan Kahane et Kristen Smith
- Production : Mandate Pictures, Vincent Pictures, Flower Films, Rye Road Productions, Babe Ruthless Productions et Barry Mendel Productions
- Distribution : Fox Searchlight Pictures (États-Unis) • Metropolitan Filmexport (France)
- Budget : 15 000 000 dollars
- Pays :  États-Unis
- Langue : anglais
- Genre : comédie
- Durée : 111 minutes
- Sortie :  2 octobre 2009 •  6 janvier 2010

## Distribution
- Elliot Page (V.F. : Jessica Monceau et V.Q. : Annie Girard) : Bliss Cavendar « Barbie Destroyed » (Babe Ruthless en VO) (crédité Ellen Page)
- Marcia Gay Harden (V.F. : Véronique Augereau et V.Q. : Élise Bertrand) : Brooke Cavendar, la mère de Bliss
- Kristen Wiig (V.F. : Sylvie Jacob et V.Q. : Nadia Paradis) : Maggie Grabuge (Maggie Mayhem en VO)
- Drew Barrymore (V.F. : Virginie Ledieu et V.Q. : Aline Pinsonneault) : Trashley Simpson (Smashley Simpson en VO)
- Daniel Stern (V.F. : Patrick Borg et V.Q. : Pierre Auger) : Earl Cavendar, le père de Bliss
- Juliette Lewis (V.F. : Laurence Charpentier et V.Q. : Violette Chauveau) : Iron Madon (Iron Maven en VO)
- Jimmy Fallon (V.F. : Thierry Ragueneau et V.Q. : Patrick Chouinard) : « Jacuzzi » Johnny Rocket (« Hot Tub » Johnny Rocket en VO)
- Alia Shawkat (V.F. : Alexandra Garijo et V.Q. : Magalie Lépine-Blondeau) : Pash, la meilleure amie de Bliss
- E.V.E. (V.F. : Dorothée Pousséo et V.Q. : Julie Beauchemin) : Rosa la Flèche (Rose Sparks en VO)
- Zoë Bell (V.Q. : Geneviève Alari) : Bloody Holly
- Ari Graynor (V.F. : Céline Rotard) : Eva Destruction
- Eulala Scheel : Shania Cavendar, la sœur de Bliss
- Andrew Wilson (V.F. : Jérôme Pauwels et V.Q. : Frédéric Paquet) : Razeur (Razor en VO)
- Carlo Alban (V.F. : Raphael Cohen) : « Birdman »
- Landon Pigg (en) (V.F. : Alexis Tomassian et V.Q. : Alexandre Fortin) : Oliver
- Rachel Pilica : Mansion Sister
- Kristen Adolfi : Mansion Sister
- Shannon Eagen (V.F. : Margaux Laplace) : Amber
- Sarah Habel (V.F. : Sandra Veloccia) : Corbi

Sources et légende : Version Française (VF) sur VoxoFilm et RS Doublage, Version Québécoise (VQ) sur Doublage Québec

Photos des acteurs principaux au Toronto International Film Festival 2009
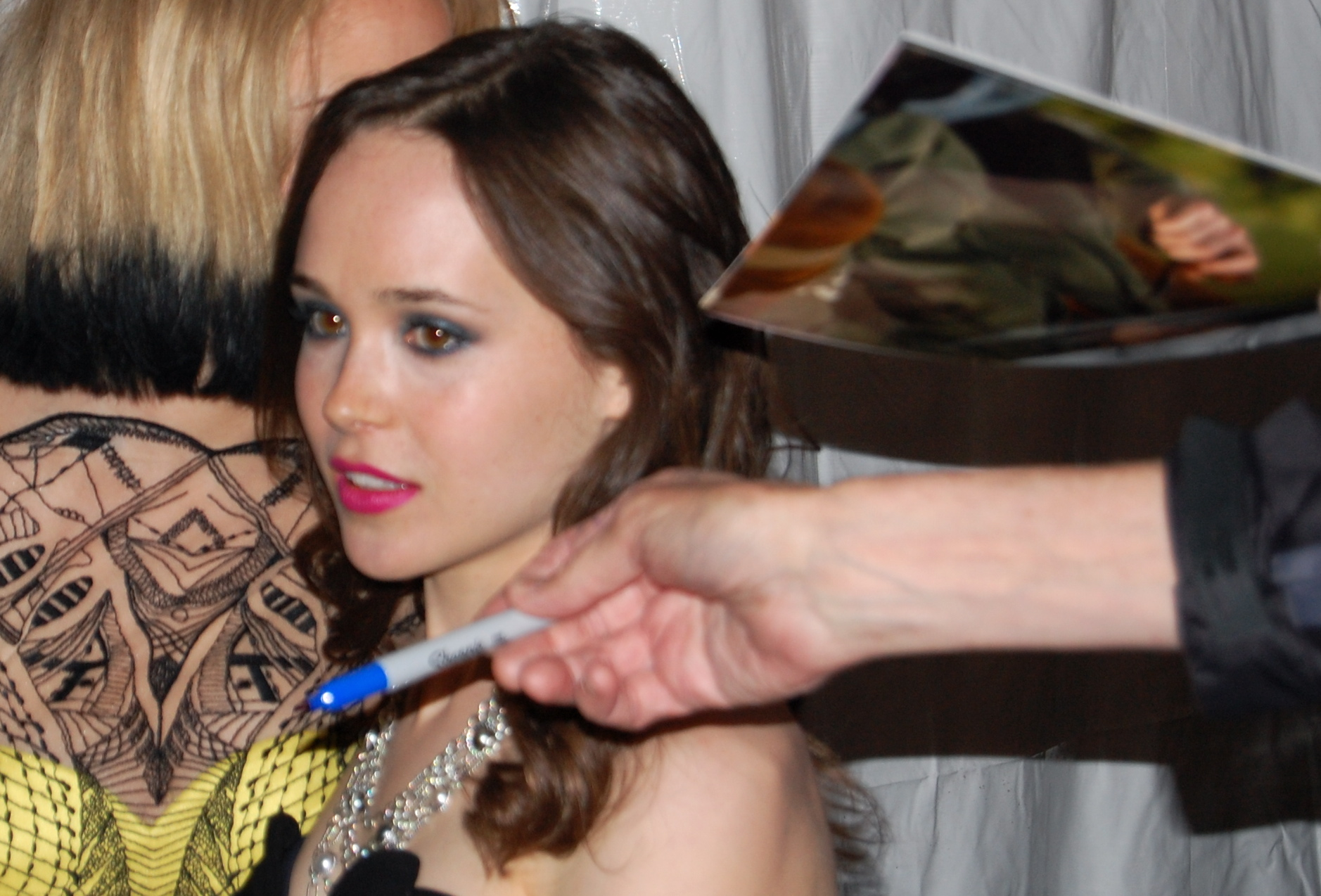
Elliot Page (Bliss Cavendar « Barbie Destroyed »)
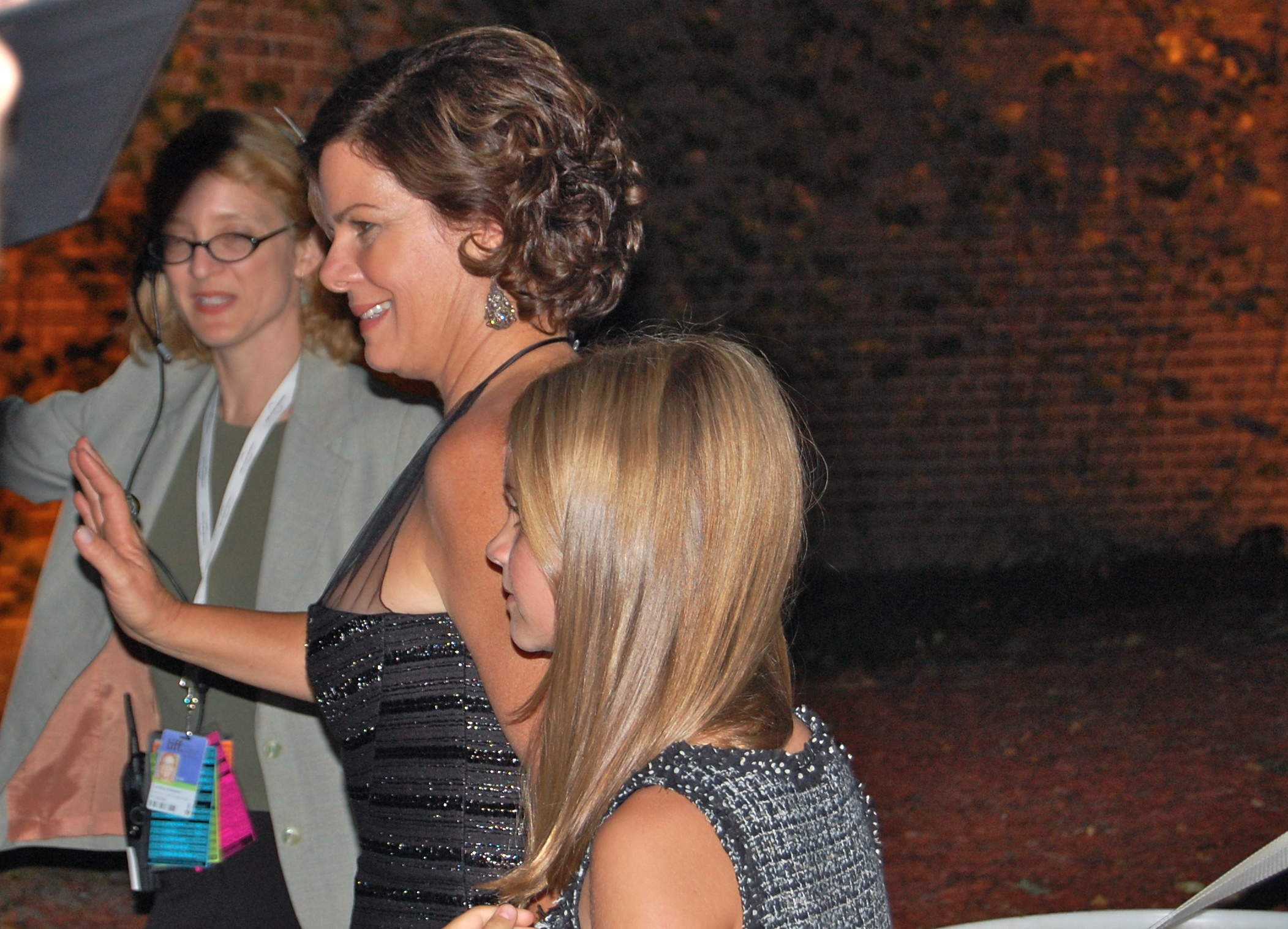
Marcia Gay Harden (Brooke Cavendar)
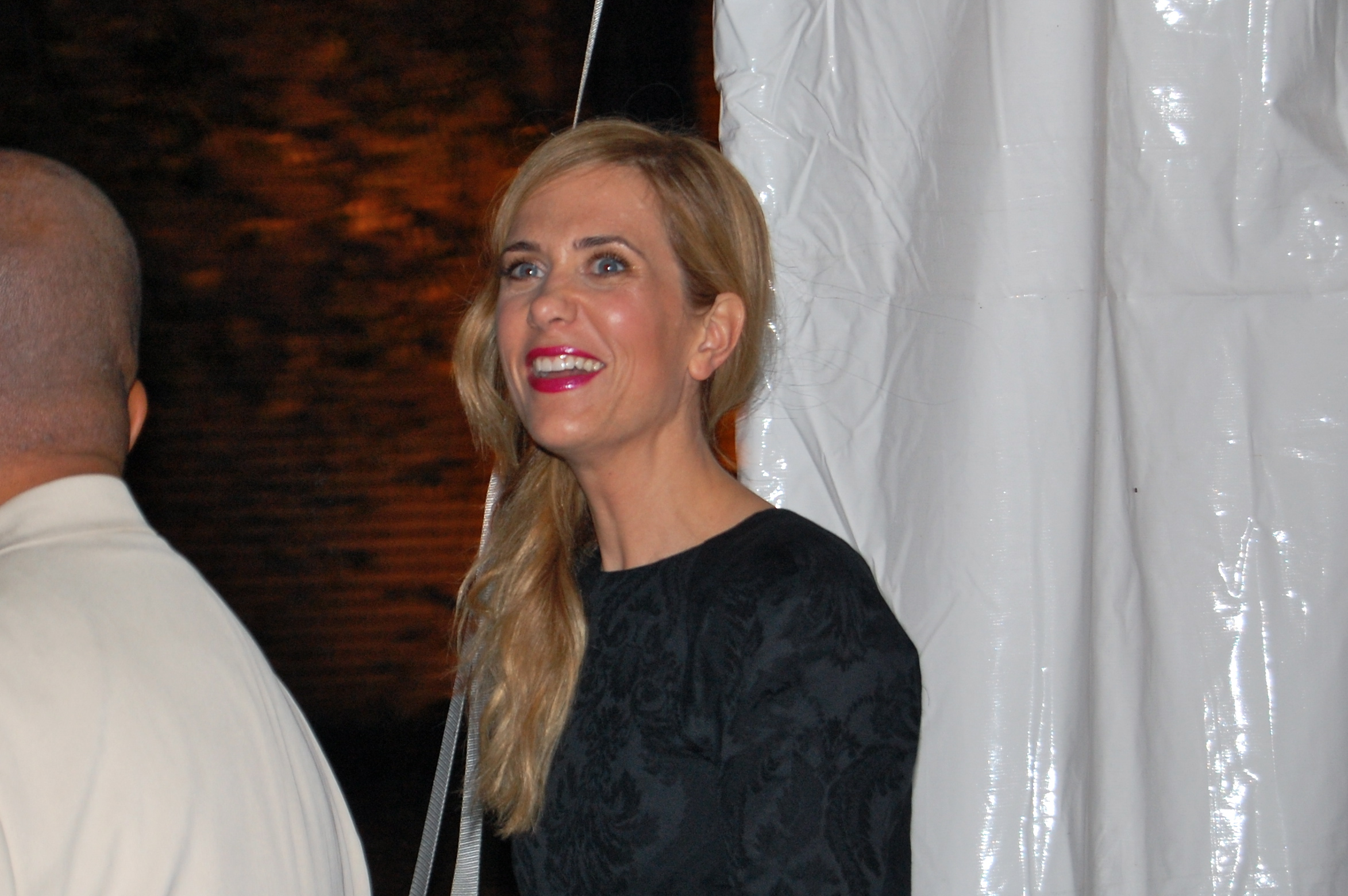
Kristen Wiig (Maggie Grabuge)
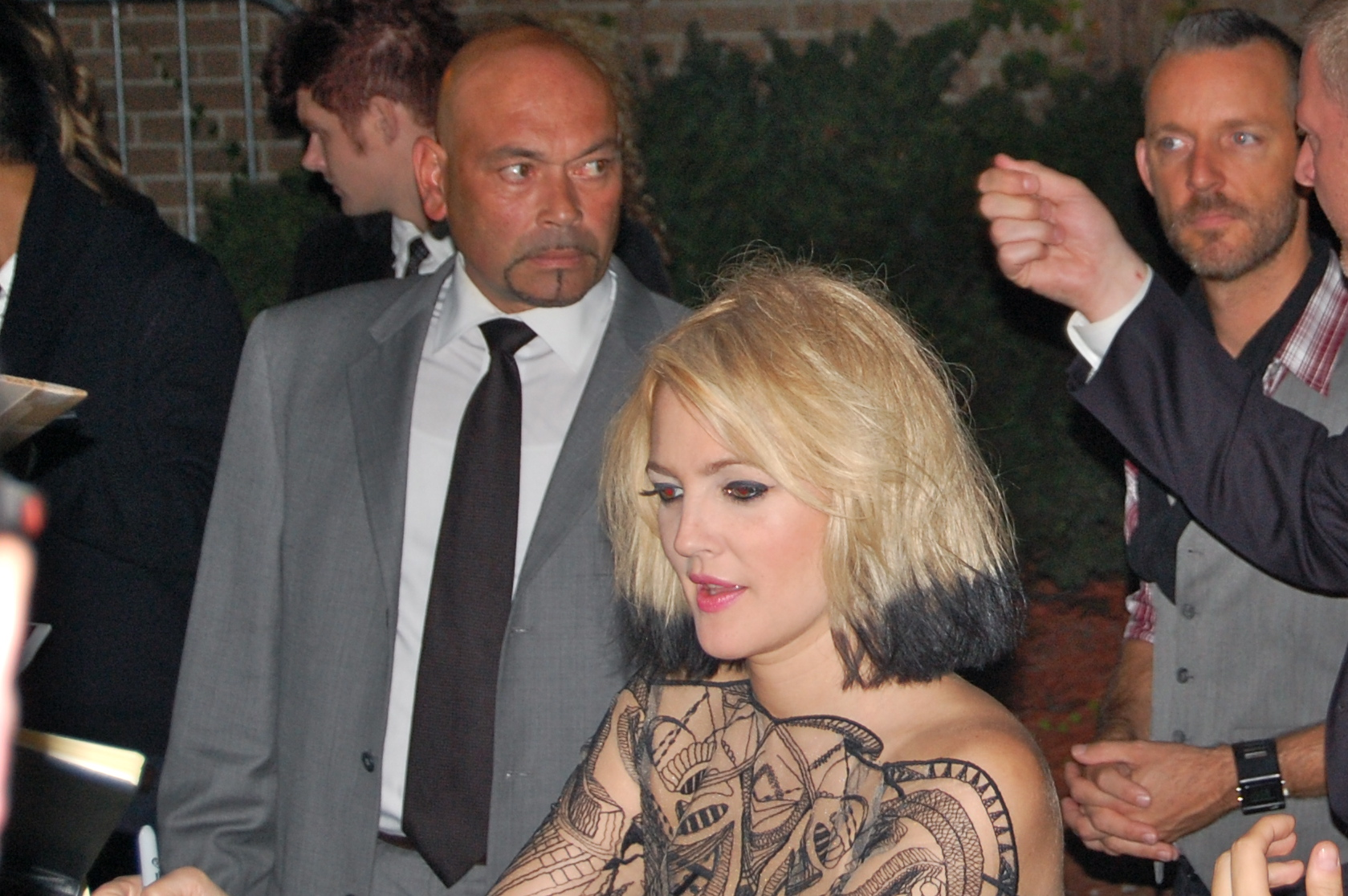
Drew Barrymore (Trashley Simpson)
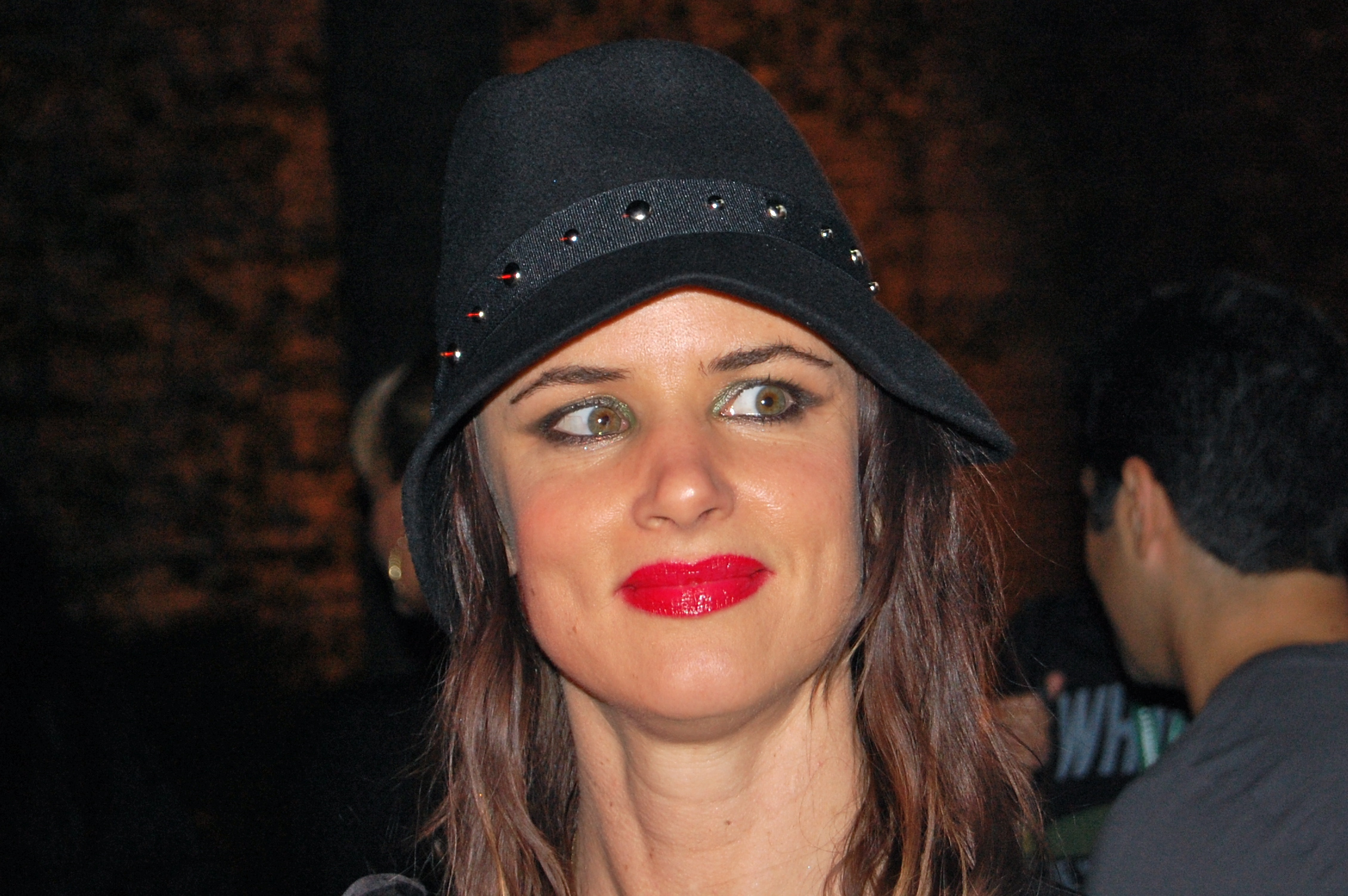
Juliette Lewis (Iron Madon)
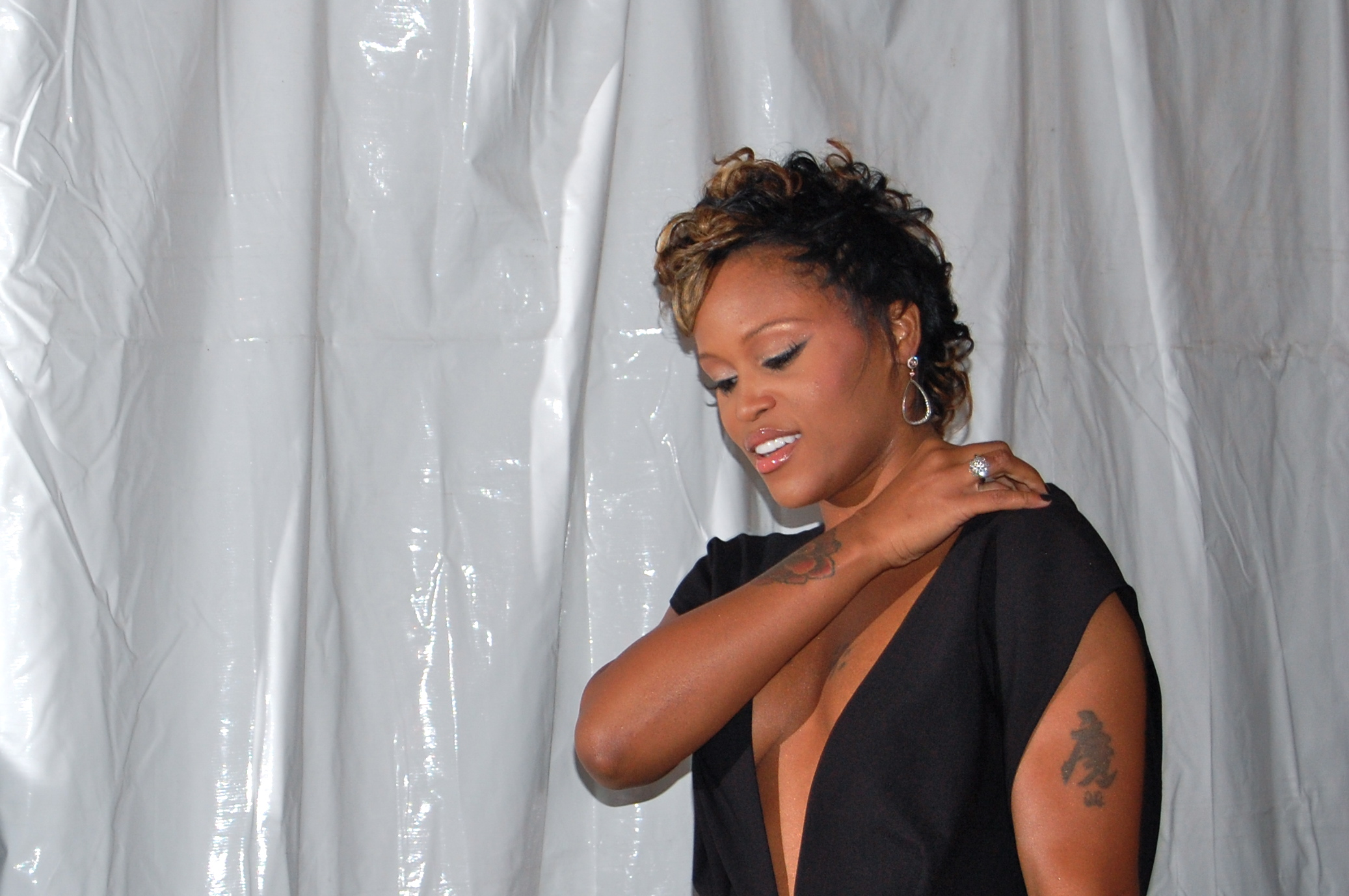
E.V.E. (Rosa la Flèche)

## Box-office
| Pays ou région | Box-office      | Date d'arrêt du box-office | Nombre de semaines |
| -------------- | --------------- | -------------------------- | ------------------ |
| États-Unis     | 13 043 363 $    | 10 décembre 2009           | 10                 |
| France         | 123 384 entrées | 10 février 2010            | 5                  |
| Mondial        | 16 691 303 $    | 27 juin 2010               | 38                 |

Le film a rencontré un échec commercial,,.  Les premières estimations du studio ont montré que Bliss était à égalité pour la sixième place lors de son premier week-end d'exploitation, à égalité avec le très largement distribué Capitalism: A Love Story, et il a fini par prendre la sixième place avec 4 650 812 $ dans 1 721 salles. Le film a rapporté 13 043 363 $ en Amérique du Nord après être resté dix semaines en salles, tandis qu'à l'international, il a engrangé un total de 3 647 940 $, pour un total de 16 691 303 $ dans le monde entier.

## Réception critique
Bliss a obtenu un accueil favorable de la part des critiques professionnels lors de sa sortie en salles : 84 % des 179 commentaires collectés par le site Rotten Tomatoes sont positifs, pour une moyenne de 7,1⁄10, tandis que le site Metacritic lui attribue un score de 68⁄100 pour 32 commentaires. Néanmoins, l'accueil est mitigé en France avec une moyenne de 2,9⁄5 sur le site AlloCiné, qui a recensé 15 critiques professionnels.

## Autour du film
- Première réalisation de Drew Barrymore, qui officie également comme productrice[13], Bliss fut tourné de juillet à septembre 2008[14] à Austin (Texas) et dans le Michigan[15].
- Avant le début du tournage du film, Elliot Page était pressenti pour incarner le personnage principal de Jusqu'en enfer, réalisé par Sam Raimi . Mais il a renoncé à tourner dans ce film afin de jouer dans Bliss[16].
- Eulala Scheel, qui joue la sœur de Bliss, est la fille de Marcia Gay Harden.

## Bande originale

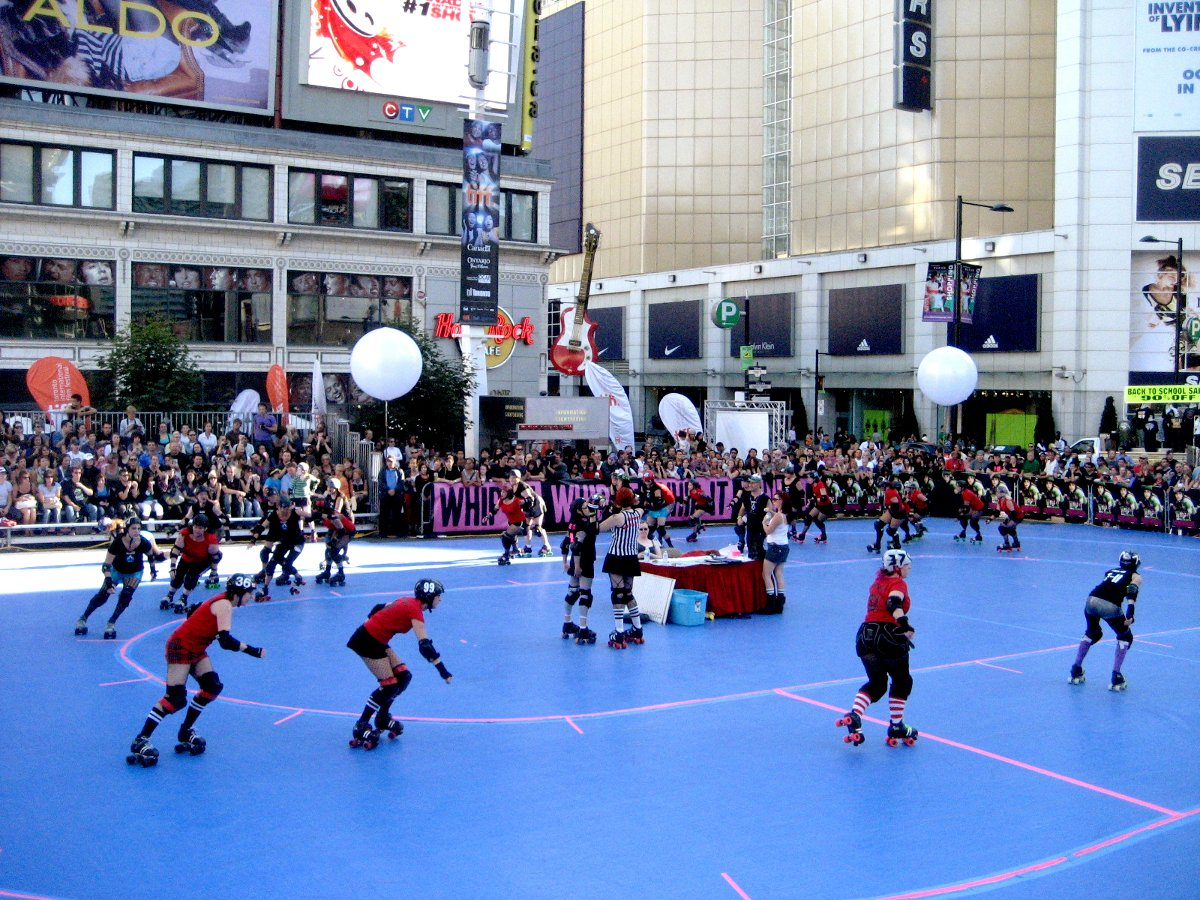
Toronto Roller Derby skaters au Yonge-Dundas Square de Toronto, pour la première du film au Toronto International Film Festival de 2009.

- Pot Kettle Black, interprété par Tilly and the Wall
- Sheena Is a Punk Rocker, interprété par Ramones
- What's the Attitude, interprété par Hymnal Cut Chemist
- Bang On, interprété par The Breeders
- Dead Sound, interprété par The Raveonettes
- Blue Turning Grey, interprété par Clap Your Hands Say Yeah
- Your Arms Around Me, interprété par Jens Lekman
- Learnalilgivinanlovin, interprété par Gotye
- Boys Wanna Be Her, interprété par Peaches
- Jolene, interprété par Dolly Parton
- Caught Up in You, interprété par .38 Special
- Never My Love, interprété par Har Mar Superstar et Adam Green
- Black Gloves, interprété par Goose
- Crown of Age, interprété par The Ettes
- High Times, interprété par Turbo Fruits Landon Pigg
- Unattainable, interprété par Little Joy
- Lollipop (Squeak E. Clean & Desert Eagles Remix), interprété par The Chordettes
- Doing It Right, interprété par The Go! Team
- Breeze, interprété par Apollo Sunshine
- No Surprises, interprété par Radiohead
- Kids, interprété par MGMT
- Heart In A Cage, interprété par The Strokes
- 28, interprété par Lorene Scafaria
- The Power is On, interprété par The Go! Team
- Manipulation, interprété par The Black Angels